# Lubelska Ikona Matki Bożej
Lubelska Ikona Matki Bożej – ikona czczona w Kościele prawosławnym jako cudotwórcza.
Według tradycji oryginał Lubelskiej Ikony Matki Bożej powstał w czasach świętych Cyryla i Metodego i dotarł z Moraw na Ruś razem z ich uczniami. Według różnych wersji do jednej z cerkwi Lublina trafiła w XIII w., przekazana przez Daniela Halickiego lub na przełomie XVI i XVII w. za sprawą Konstantego i Iwana Ostrogskich. Wizerunek cieszył się znacznym szacunkiem miejscowej ludności prawosławnej, a także wśród katolików.
W 1915, w czasie bieżeństwa, ikona została wywieziona z Lublina do Monasteru Czudowskiego w Moskwie. Klasztor ten został zniszczony w latach 1929–1930; od tego momentu losy ikony nie są znane.
Kult Lubelskiej Ikony Matki Bożej pojawił się ponownie wśród prawosławnych Lublina, gdy dwaj wierni zakupili w 1920 jej kopię, pochodzącą z rozebranego soboru Podwyższenia Krzyża Pańskiego i przekazali do soboru Przemienienia Pańskiego na miejsce zajmowane przed 1915 przez oryginał. Według innego źródła kopia ta pochodzi jeszcze ze starszej cerkwi Przemienienia Pańskiego, znajdującej się na miejscu soboru przed XVII w.
Wspomnienie liturgiczne ikony przypada 1/14 października, a zatem pokrywa się ze świętem Opieki Matki Bożej.